# Slovaquie aux Jeux olympiques d'été de 2024
La Slovaquie participe aux Jeux olympiques de 2024 à Paris. Il s'agit de sa 8e participation à des Jeux olympiques d'été.
Les kayakistes Jakub Grigar et Zuzana Paňková (en) sont nommés porte-drapeaux de la délégation slovaque.

## Nombre d’athlètes qualifiés par sport
Voici la liste des qualifiés et sélectionnés slovaques par sport (remplaçants compris) :
| Sport                                                                               | Hommes  | Femmes  | Total   |
| ----------------------------------------------------------------------------------- | ------- | ------- | ------- |
| Athlétisme                                                                          | 2       | 4       | 6       |
| Boxe                                                                                | 0       | 1       | 1       |
| Canoë-kayak                                                                         | 2       | 2       | 4       |
| Cyclisme                                                                            | 1       | 1       | 2       |
| Judo                                                                                | 1       | 0       | 1       |
| Lutte                                                                               | 1       | 0       | 1       |
| Sports aquatiques • Natation sportive • Plongeon • Natation artistique • Water-polo | 1 0 0 0 | 1 0 0 0 | 2 0 0 0 |
| Skateboard                                                                          | 1       | 0       | 1       |
| Tennis                                                                              | 0       | 1       | 1       |
| Tennis de table                                                                     | 1       | 0       | 1       |
| Tir                                                                                 | 3       | 3       | 6       |
| Tir à l'arc                                                                         | 0       | 1       | 1       |
| Voile                                                                               | 1       | 0       | 1       |
| Total                                                                               | 14      | 14      | 28      |

## Bilan général
| Sport       | Médaille d'or, Jeux olympiques | Médaille d'argent, Jeux olympiques | Médaille de bronze, Jeux olympiques | Total | Rang pays |
| ----------- | ------------------------------ | ---------------------------------- | ----------------------------------- | ----- | --------- |
| Canoë-kayak | 0                              | 0                                  | 1                                   | 1     |           |
| Total       | 0                              | 0                                  | 1                                   | 1     | 84        |

| Jour       | Médaille d'or, Jeux olympiques | Médaille d'argent, Jeux olympiques | Médaille de bronze, Jeux olympiques | Total |
| ---------- | ------------------------------ | ---------------------------------- | ----------------------------------- | ----- |
| 29 juillet | 0                              | 0                                  | 1                                   | 1     |
| Total      | 0                              | 0                                  | 1                                   | 1     |

| Sexe   | Médaille d'or, Jeux olympiques | Médaille d'argent, Jeux olympiques | Médaille de bronze, Jeux olympiques | Total |
| ------ | ------------------------------ | ---------------------------------- | ----------------------------------- | ----- |
| Hommes | 0                              | 0                                  | 1                                   | 1     |
| Femmes | 0                              | 0                                  | 0                                   | 0     |
| Mixte  | 0                              | 0                                  | 0                                   | 0     |
| Total  | 0                              | 0                                  | 1                                   | 1     |

## Médaillés
| Sport       | Discipline       | Athlète(s)  | Performance | Date       |
| ----------- | ---------------- | ----------- | ----------- | ---------- |
| Canoë-kayak | Slalom C1 hommes | Matej Beňuš | 97 s 03     | 29 juillet |

## Résultats

### Athlétisme

#### Hommes
| Athlètes           | Épreuve      | Premier tour (ou tour préliminaire) | Premier tour (ou tour préliminaire) | Repêchage (ou premier tour) | Repêchage (ou premier tour) | Demi-finales | Demi-finales | Finale          | Finale |
| Athlètes           | Épreuve      | Temps                               | Rang                                | Temps                       | Rang                        | Temps        | Rang         | Temps           | Rang   |
| ------------------ | ------------ | ----------------------------------- | ----------------------------------- | --------------------------- | --------------------------- | ------------ | ------------ | --------------- | ------ |
| Dominik Černý (en) | 20 km marche | Non disputé                         | Non disputé                         | Non disputé                 | Non disputé                 | Non disputé  | Non disputé  | 1 h 23 min 25 s | 34e    |

#### Femmes
| Athlètes         | Épreuve      | Premier tour (ou tour préliminaire) | Premier tour (ou tour préliminaire) | Repêchage (ou premier tour) | Repêchage (ou premier tour) | Demi-finales | Demi-finales | Finale  | Finale  |
| Athlètes         | Épreuve      | Temps                               | Rang                                | Temps                       | Rang                        | Temps        | Rang         | Temps   | Rang    |
| ---------------- | ------------ | ----------------------------------- | ----------------------------------- | --------------------------- | --------------------------- | ------------ | ------------ | ------- | ------- |
| Viktória Forster | 100 m        | Exempté                             | Exempté                             | 11 s 44                     | 6e                          | Eliminé      | Eliminé      | Eliminé | Eliminé |
|                  | 800 m        |                                     | e                                   |                             | e                           |              | e            |         | e       |
|                  | 100 m haies  |                                     | e                                   |                             | e                           |              | e            |         | e       |
|                  | 20 km marche | Non disputé                         | Non disputé                         | Non disputé                 | Non disputé                 | Non disputé  | Non disputé  |         | e       |

#### Mixte
| Athlètes | Épreuve      | Premier tour | Premier tour | Finale | Finale |
| Athlètes | Épreuve      | Temps        | Rang         | Temps  | Rang   |
| -------- | ------------ | ------------ | ------------ | ------ | ------ |
|          | 35 km marche | Non disputé  | Non disputé  |        | e      |

### Boxe
| Athlètes | Catégorie              | 1/16e de finale     | 1/8e de finale      | Quart de finale     | Demi-finale         | Finale              | Rang |
| Athlètes | Catégorie              | Adversaire Résultat | Adversaire Résultat | Adversaire Résultat | Adversaire Résultat | Adversaire Résultat | Rang |
| -------- | ---------------------- | ------------------- | ------------------- | ------------------- | ------------------- | ------------------- | ---- |
|          | Poids welters (-66 kg) |                     |                     |                     |                     |                     | e    |

### Canoë-kayak

#### Course en ligne
| Athlète      | Compétition | Éliminatoires | Éliminatoires | Éliminatoires | Éliminatoires | Éliminatoires  | Éliminatoires | Demi-finales | Demi-finales | Finale  | Finale                              |
| Athlète      | Compétition | Manche 1      | Manche 1      | Manche 2      | Manche 2      | Meilleur temps | Rang          | Demi-finales | Demi-finales | Finale  | Finale                              |
| Athlète      | Compétition | Temps         | Rang          | Temps         | Rang          | Meilleur temps | Rang          | Temps        | Rang         | Temps   | Rang                                |
| ------------ | ----------- | ------------- | ------------- | ------------- | ------------- | -------------- | ------------- | ------------ | ------------ | ------- | ----------------------------------- |
| Matej Beňuš  | C1 1 000 m  | 100 s 28      | 8e            | 94 s 91       | 14e           | 94 s 91        | 11e           | 102 s 59     | 11e          | 97 s 03 | Médaille de bronze, Jeux olympiques |
| Jakub Grigar | K1 1 000 m  | 87 s 10       | 6e            | 91 s 80       | 15e           | 87 s 10        | 9e            | 94 s 00      | 5e           | 90 s 21 | 6e                                  |

| Athlète | Compétition | Séries | Séries | Quarts de finale | Quarts de finale | Demi-finales | Demi-finales | Finales A, B, C | Finales A, B, C |
| Athlète | Compétition | Temps  | Rang   | Temps            | Rang             | Temps        | Rang         | Temps           | Rang            |
| ------- | ----------- | ------ | ------ | ---------------- | ---------------- | ------------ | ------------ | --------------- | --------------- |
|         | C1 200 m    |        | e      |                  | e                |              | e            |                 | e               |
|         | K1 500 m    |        | e      |                  | e                |              | e            |                 | e               |

#### Slalom
| Athlète | Compétition | Contre-la-montre | Contre-la-montre | Séries | Quarts de finale | Demi- finales | Finale |
| Athlète | Compétition | Temps            | Rang             | Rang   | Rang             | Rang          | Rang   |
| ------- | ----------- | ---------------- | ---------------- | ------ | ---------------- | ------------- | ------ |
|         | KX1 hommes  |                  | e                | e      | e                | e             | e      |
|         | KX1 femmes  |                  | e                | e      | e                | e             | e      |

### Cyclisme

#### Route
| Athlète | Compétition     | Temps | Rang |
| ------- | --------------- | ----- | ---- |
|         | Course en ligne |       | e    |

| Athlète | Compétition      | Temps | Rang |
| ------- | ---------------- | ----- | ---- |
|         | Course en ligne  |       | e    |
|         | Contre-la-montre |       | e    |

### Judo
| Athlète | Compétition    | 1er tour            | 2e tour             | Quart de finale     | Demi-finale         | Repêchage           | Finale / CB         | Rang |
| Athlète | Compétition    | Adversaire Résultat | Adversaire Résultat | Adversaire Résultat | Adversaire Résultat | Adversaire Résultat | Adversaire Résultat | Rang |
| ------- | -------------- | ------------------- | ------------------- | ------------------- | ------------------- | ------------------- | ------------------- | ---- |
|         | Plus de 100 kg |                     |                     |                     |                     |                     |                     | e    |

### Lutte
| Athlète | Compétition    | Huitièmes de finale | Quart de finale     | Demi-finale         | Repêchage           | Finale / CB         | Rang |
| Athlète | Compétition    | Adversaire Résultat | Adversaire Résultat | Adversaire Résultat | Adversaire Résultat | Adversaire Résultat | Rang |
| ------- | -------------- | ------------------- | ------------------- | ------------------- | ------------------- | ------------------- | ---- |
|         | Moins de 74 kg |                     |                     |                     |                     |                     | e    |

### Natation
| Athlète | Épreuve         | Séries | Séries | Demi-finales | Demi-finales | Finale | Finale |
| Athlète | Épreuve         | Temps  | Rang   | Temps        | Rang         | Temps  | Rang   |
| ------- | --------------- | ------ | ------ | ------------ | ------------ | ------ | ------ |
|         | 50 m nage libre |        | e      |              | e            |        | e      |

| Athlète | Épreuve       | Séries | Séries | Demi-finales | Demi-finales | Finale | Finale |
| Athlète | Épreuve       | Temps  | Rang   | Temps        | Rang         | Temps  | Rang   |
| ------- | ------------- | ------ | ------ | ------------ | ------------ | ------ | ------ |
|         | 200 m 4 nages |        | e      |              | e            |        | e      |

### Skateboard
| Athlète | Compétition | Qualifications | Qualifications | Qualifications | Qualifications | Qualifications | Qualifications | Qualifications | Qualifications | Qualifications | Finale | Finale | Finale | Finale | Finale | Finale | Finale | Finale | Finale |
| Athlète | Compétition | Runs           | Runs           | Tricks         | Tricks         | Tricks         | Tricks         | Tricks         | Total          | Rang           | Runs   | Runs   | Tricks | Tricks | Tricks | Tricks | Tricks | Total  | Rang   |
| Athlète | Compétition | 1              | 2              | 1              | 2              | 3              | 4              | 5              | Total          | Rang           | 1      | 2      | 1      | 2      | 3      | 4      | 5      | Total  | Rang   |
| ------- | ----------- | -------------- | -------------- | -------------- | -------------- | -------------- | -------------- | -------------- | -------------- | -------------- | ------ | ------ | ------ | ------ | ------ | ------ | ------ | ------ | ------ |
|         | Hommes      |                |                |                |                |                |                |                |                | e              |        |        |        |        |        |        |        |        | e      |

### Tennis
| Joueur (n° de tête de série) | Compétition | 1/32e de finale     | 1/16e de finale     | 1/8e de finale      | Quarts de finale    | Demi-finales        | Finale / MB         |
| Joueur (n° de tête de série) | Compétition | Adversaire Résultat | Adversaire Résultat | Adversaire Résultat | Adversaire Résultat | Adversaire Résultat | Adversaire Résultat |
| ---------------------------- | ----------- | ------------------- | ------------------- | ------------------- | ------------------- | ------------------- | ------------------- |
| ()                           | Dames       |                     |                     |                     |                     |                     |                     |

### Tennis de table
| Athlète(s) (n° de tête de série) | Compétition | Tour préliminaire   | 1er tour            | 2e tour             | 3e tour             | 4e tour             | Quart de finale     | Demi-finale         | Finale / MB         | Rang |
| Athlète(s) (n° de tête de série) | Compétition | Adversaire(s) Score | Adversaire(s) Score | Adversaire(s) Score | Adversaire(s) Score | Adversaire(s) Score | Adversaire(s) Score | Adversaire(s) Score | Adversaire(s) Score | Rang |
| -------------------------------- | ----------- | ------------------- | ------------------- | ------------------- | ------------------- | ------------------- | ------------------- | ------------------- | ------------------- | ---- |
| ()                               | Simple      |                     |                     |                     |                     |                     |                     |                     |                     | e    |

### Tir
| Tireurs | Compétition                  | Qualification | Qualification | Finale | Finale |
| Tireurs | Compétition                  | Points        | Rang          | Points | Rang   |
| ------- | ---------------------------- | ------------- | ------------- | ------ | ------ |
|         | Pistolet à 10 m air comprimé |               | e             |        | e      |
|         | Carabine à 10 m air comprimé |               | e             |        | e      |
|         | Carabine à 50 m 3 positions  |               | e             |        | e      |
|         | Fosse olympique              |               | e             |        | e      |

| Tireuses | Compétition     | Qualification | Qualification | Finale | Finale |
| Tireuses | Compétition     | Points        | Rang          | Points | Rang   |
| -------- | --------------- | ------------- | ------------- | ------ | ------ |
|          | Fosse olympique |               | e             |        | e      |
|          | Skeet           |               | e             |        | e      |

### Tir à l'arc
| Athlète               | Compétition | Tour préliminaire | Tour préliminaire | 1/32e de finale     | 1/16e de finale  | 1/8e de finale   | Quart de finale  | Demi-finale      | Finale / MB      | Rang |
| Athlète               | Compétition | Score             | Rang              | Adversaire Score    | Adversaire Score | Adversaire Score | Adversaire Score | Adversaire Score | Adversaire Score | Rang |
| --------------------- | ----------- | ----------------- | ----------------- | ------------------- | ---------------- | ---------------- | ---------------- | ---------------- | ---------------- | ---- |
| Denisa Baránková (en) | Femmes      | 636               | 48e               | Cordeau Défaite 3-7 |                  |                  |                  |                  |                  |      |

### Voile
Nota : le résultat barré est le plus mauvais de l’athlète concerné. Il n’est pas pris en compte dans le total.
| Athlètes | Compétition | Régates | Régates | Régates | Régates | Régates | Régates | Régates | Régates | Régates | Régates | Régates | Régates | Régates | Total net | Classement |
| Athlètes | Compétition | 1       | 2       | 3       | 4       | 5       | 6       | 7       | 8       | 9       | 10      | 11      | 12      | CM      | Total net | Classement |
| -------- | ----------- | ------- | ------- | ------- | ------- | ------- | ------- | ------- | ------- | ------- | ------- | ------- | ------- | ------- | --------- | ---------- |
|          | IQFoil      |         |         |         |         |         |         |         |         |         |         |         |         |         |           | e          |